# Condado de Sequatchie
El condado de Sequatchie (en inglés: Sequatchie County, Tennessee), fundado en 1857, es uno de los 95 condados del estado estadounidense de Tennessee. En el año 2000 tenía una población de 11.370 habitantes con una densidad poblacional de 17 personas por km². La sede del condado es Dunlap.

## Geografía
Según la Oficina del Censo, el condado tiene un área total de 689 km² (266 mi²), de la cual 689 km² (266 mi²) es tierra y 0 km² (0 mi²) es agua.

### Condados adyacentes

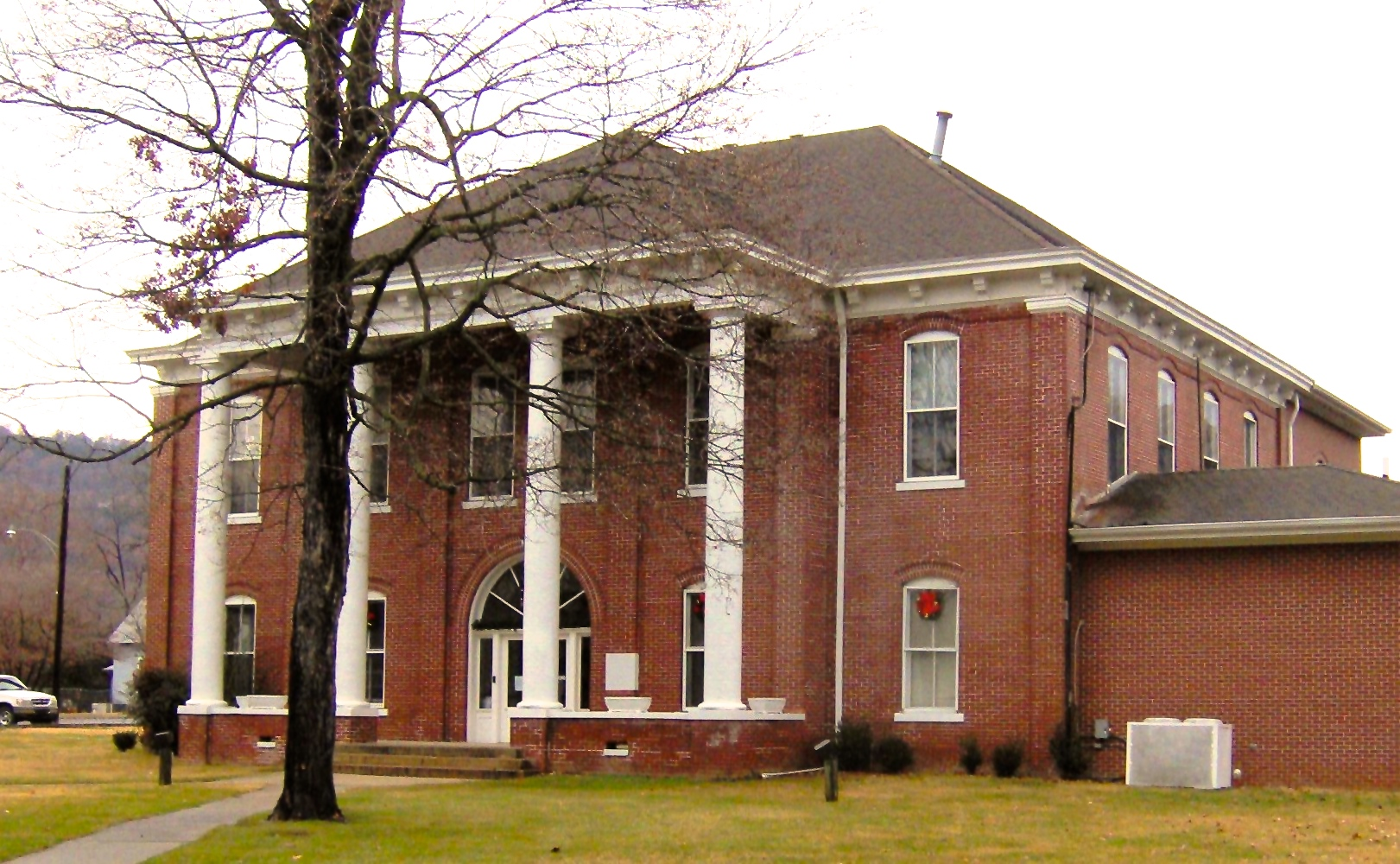
Sequatchie Corte del Condado de Dunlap

- Condado de Van Buren norte
- Condado de Bledsoe noreste
- Condado de Hamilton sureste
- Condado de Marion suroeste
- Condado de Grundy oeste
- Condado de Warren noroeste

## Demografía
En el 2000 la renta per cápita promedia del condado era de $30 959, y el ingreso promedio para una familia era de $36 435. El ingreso per cápita para el condado era de $16 468. En 2000 los hombres tenían un ingreso per cápita de $27 535 contra $20 422 para las mujeres. Alrededor del 16,50% de la población estaba bajo el umbral de pobreza nacional.

## Lugares

### Ciudades y pueblos
- Dunlap

### Comunidades no incorporadas
- Lone Oak